# Jackson-Evers International Airport

i7
i11
i13
Der Jackson-Medgar Wiley Evers International Airport ist der Flughafen von Jackson, der Hauptstadt des US-Bundesstaats Mississippi und zugleich der größte Flughafen in Mississippi.

## Geschichte
Nachdem mit Beginn des Jet-Zeitalters der bisherige Flughafen Hawkins Field zu klein wurde, begann die Stadt Jackson 1963 damit, in Rankin County Land für einen neuen Zivil- und Militärflugplatz zu erwerben. Der Flughafen war dabei einer der ersten, der anstatt der zuvor üblichen, sich kreuzenden Start- und Landebahnen für den Betrieb unter Wind aus verschiedenen Richtungen auf parallel ausgerichtete Bahnen setzte. Während das Gelände nach dem damaligen Bürgermeister als Allen C. Thompson Field bezeichnet wurde, erhielt der Flughafen den Namen Jackson Municipal Airport.
1989 ernannte der US-Zoll den Flughafen zu einem Grenzübergang, der Name wurde in Jackson International Airport geändert. Seinen heutigen Namen erhielt er zu Ehren des Bürgerrechtsaktivisten Medgar Evers.

## Fluggesellschaften und Ziele
Am Jackson-Medgar Wiley Evers International Airport bestehen Linienflugverbindungen zu Zielen innerhalb der Vereinigten Staaten. Die nach Passagierzahlen größten Anbieter sind die Fluggesellschaften Delta Air Lines, American Airlines und United Airlines.

## Verkehrszahlen
| Jahr | Fluggastaufkommen | Luftfracht (Tonnen) (mit Luftpost) | Flugbewegungen |
| ---- | ----------------- | ---------------------------------- | -------------- |
| 2019 | 1.051.646         |                                    | 50.614         |
| 2018 | 942.343           |                                    | 53.141         |
| 2017 | 913.549           | 8.506                              | -              |
| 2016 | 985.450           | 8.338                              | -              |
| 2015 | 995.161           | 8.164                              | -              |
| 2014 | 1.075.608         | 7.070                              | -              |
| 2013 | -                 | 6.925                              | -              |
| 2012 | 1.222.608         | 6.661                              | -              |

### Verkehrsreichste Strecken
| Rang | Stadt                                 | Passagiere | Fluggesellschaft       |
| ---- | ------------------------------------- | ---------- | ---------------------- |
| 01   | Atlanta, Georgia                      | 240.450    | Delta/Delta Connection |
| 02   | Dallas/Fort Worth, Texas              | 120.500    | American Eagle         |
| 03   | Houston–Intercontinental, Texas       | 71.620     | United Express         |
| 04   | Charlotte, North Carolina             | 63.510     | American Eagle         |
| 05   | Orlando, Florida                      | 13.440     | Frontier               |
| 06   | Denver, Colorado                      | 12.920     | Frontier               |
| 07   | Washington-National, Washington, D.C. | 12.560     | American Eagle         |
| 08   | Chicago–O’Hare, Illinois              | 11.140     | United Express         |
| 09   | Orlando–Sanford, Florida              | 1.270      | k. A.                  |
| 10   | New Orleans, Louisiana                | 130        | k. A.                  |